# Columbus (espaçonave)
O Columbus Man-Tended Free Flyer (MTFF) foi um programa da Agência Espacial Europeia (ESA) para desenvolver uma estação espacial que poderia ser usada para uma variedade de experimentos de microgravidade enquanto servia as necessidades da ESA para uma plataforma espacial tripulado autônoma. O programa correu em 1986-1991, foi orçado em 3,56 bilhões de dólares, incluindo o lançamento e utilização, e foi cancelada enquanto ainda estava em fase de planejamento. Os aspectos do programa posteriormente foram realizados no laboratório de ciência Columbus ligado à Estação Espacial Internacional (EEI).